# Waiting for That Day
Waiting for That Day è un brano musicale del cantante inglese George Michael, pubblicato nel 1990 come singolo estratto dall'album Listen Without Prejudice Vol. 1.

## Classifiche
| Classifica (1990/91)             | Posizione massima |
| -------------------------------- | ----------------- |
| Australia                        | 50                |
| Canada                           | 9                 |
| Irlanda                          | 11                |
| Paesi Bassi                      | 79                |
| Regno Unito                      | 23                |
| Stati Uniti                      | 27                |
| Stati Uniti (adult contemporary) | 22                |